# Copa de labios

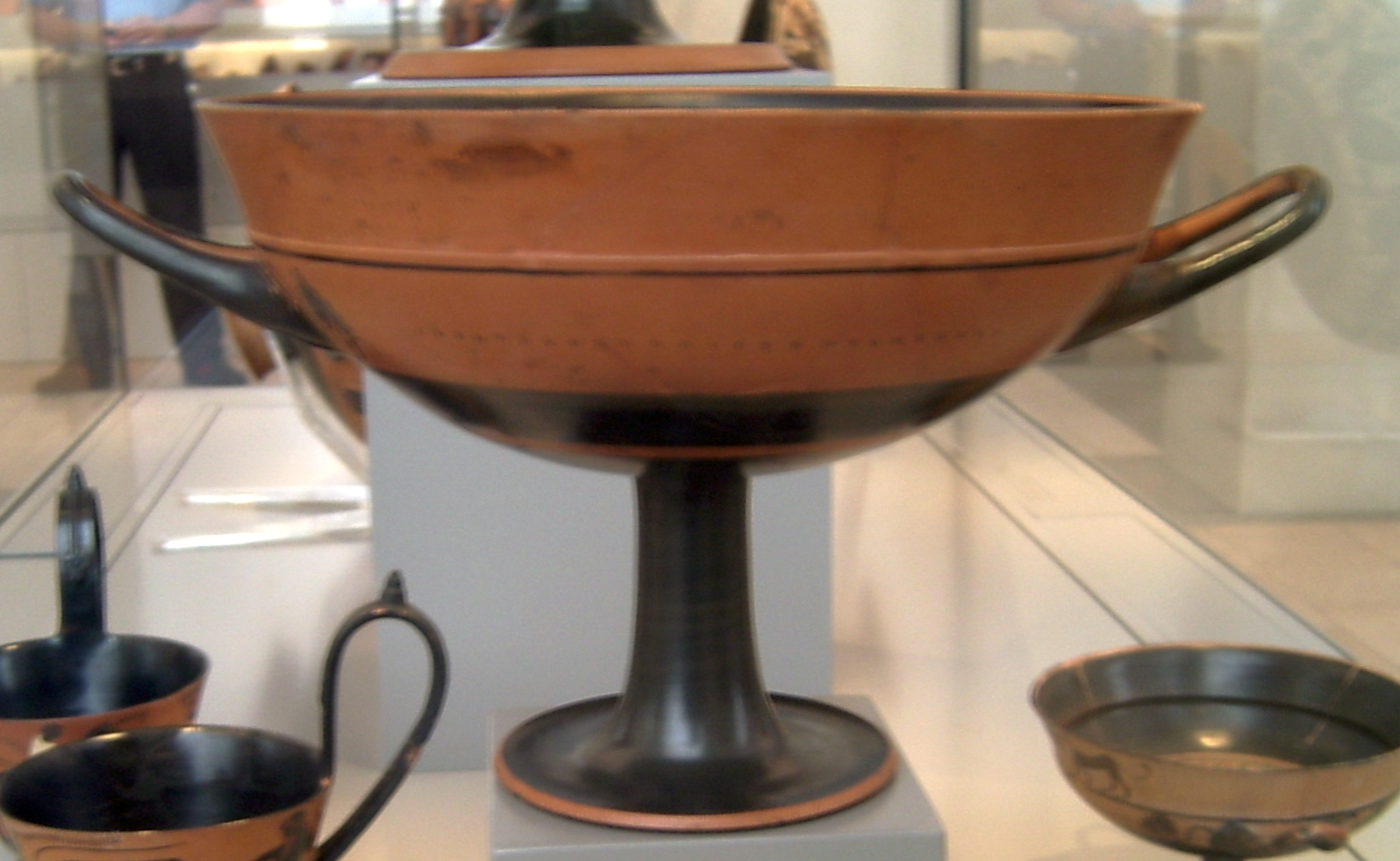
Copa ática de labios con la firma del alfarero Jenocles, circa 540/530 a. C.; Antikensammlung Berlin.

Las copas de labios son un tipo de copas de los pequeños maestros. Se produjeron desde mediados del siglo VI a. C. en Atenas. Se parecen a las copas de Gordio, pero sus labios o bordes se distinguían más claramente del resto del cuerpo. Tenían pies altos sobre bases anchas. Los primeros ejemplares en particular tienen pies cónicos huecos con paredes de grosor uniforme.
Este tipo de copa fue pintado en el labio/borde. Normalmente, se colocaban de una a tres figuras en el centro de la parte delantera y trasera, pintadas directamente sobre la arcilla base. Las escenas míticas completas eran raras. A menudo, el labio permanecía completamente sin decorar. Otras decoraciones fueron pintadas en la zona del asa. Casi siempre incluían inscripciones entre las palmetas del asa, así como una franja pintada cerca del borde superior. Rara vez, las palmetas eran reemplazadas por figuras animales o humanas. Las inscripciones pueden ser de lemas o héroes, o simplemente son conjuntos de letras sin sentido, sugiriendo una función mayormente ornamental. El interior de la copa contenía frecuentemente pinturas figurativas circulares, a menudo rodeadas por patrones de llamas con puntos blancos en las puntas. En algunos casos, el labio está decorado con adornos vegetales en lugar de figuras. Se desconoce por qué las copas de bandas y las copas de labio existieron simultáneamente durante un período considerable. Tal vez, cada variante tenía sus propias ventajas distintivas. Por ejemplo, puede que fuera más agradable beber del labio negro sin decorar de una copa de bandas, mientras que la fuerte cresta bajo el borde de las copas de labios habría evitado que se derramara más eficazmente. Las copas de labios eran algo más difíciles de producir. Artistas conocidos de este tipo eran Tlesón, Saconídes, Hermógenes, Epítimos, Jenocles, el Pintor de Jenocles, el Pintor de Tálides, el pintor de Frino y Frino.